# Segelfluggelände Antersberg

i7
i11
i13
Das Segelfluggelände Antersberg liegt im Ortsteil Antersberg der Gemeinde Tuntenhausen im Landkreis Rosenheim in Oberbayern, etwa 3 km nördlich von Tuntenhausen.

## Flugbetrieb
Das Segelfluggelände besitzt eine 880 m lange Start- und Landebahn aus Gras. Es besitzt eine Zulassung ausschließlich für Segelflug.
Segelflugzeuge starten per Windenstart oder Flugzeugschlepp. Starts und Landungen mit anderen Luftfahrzeugen als Segelflugzeugen bedürfen der vorherigen Genehmigung des Luftamtes Südbayern sowie des Platzhalters. Das Segelfluggelände wird vom Fliegerclub Condor e. V. betrieben.